# قو ليانغ
قو ليانغ (بالصينية: 郭亮) (20 مارس 1985 بداليان في الصين - ) هو لاعب كرة قدم صيني في مركز الدفاع. لعب مع غوانغجو إفرغراند تاوباو وكينغداو جونون ونادي داليان شيده وشاوكسينج كيكياو يوجيا.

## وصلات خارجية
- قو ليانغ على موقع قاعدة بيانات كرة القدم.إي يو (الإنجليزية)